# Hildebrandslied
Hildebrandslied – czwarty album studyjny niemieckiej grupy Menhir wydany 22 kwietnia 2007 roku. W niektórych piosenkach czysty śpiew przeplata się z growlem.

## Lista utworów
1. „Das alte Lied des Windes” (pol. Stara pieśń wiatru) – 6:20
2. „Des Kriegers Gesicht (Ulfhednar)” (pol. Twarz wojownika) – 5:36
3. „Intro” – 1:33
4. „Das Hildebrandslied. Teil I” (pol. Pieśń o Hildebrandzie część pierwsza) – 9:00
5. „Das Hildebrandslied. Teil II” (pol. Pieśń o Hildebrandzie część druga) – 5:33
6. „Dein Ahn” (pol. Twój przodek) – 6:01
7. „Weit in der Ferne” (pol. Daleko w dali) – 7:32

## Twórcy
- Heiko Gerull – gitara, śpiew
- Thomas "Fix" Uβfeller – gitara
- Fritze – gitara basowa
- Christian – syntezator
- Enrico Neidhardt – realizacja nagrań, miks
- Achim Köhler – mastering